# Cabot Cove
Cabot Cove es una localidad ficticia, situada en la costa de Maine, en Estados Unidos, donde vive Jessica Fletcher, la detective y escritora de novelas de misterio que interpreta Angela Lansbury en la serie de televisión Murder, She Wrote. Gran parte de los episodios de la serie se ambientan en Cabot Cove, aunque en realidad son pocas las escenas que se rodaron en Maine.

## Geografía
Cabot Cove, según las referencias que se mencionan en la propia serie, es un pueblo de 3560 habitantes, situado frente al océano Atlántico, que vive fundamentalmente de la pesca. Originariamente, vivía en la zona una tribu de indios nortemaericanos. Cuenta con una rica biblioteca, que alberga interesantes documentos, manuscritos y libros antiguos, lo que la convierte en uno de los lugares favoritos de Jessica. 
La población figura que se sitúa a cuarenta kilómetros sobre la línea de costa de la principal ciudad de Maine, Portland, a una distancia de treinta kilómetros entre las localidades de Freeport y Brunswick.

## La localidad real
La mayor parte de las escenas de la serie, sin embargo, se rodaron en California, en la localidad de Mendocino (Condado de Mendocino), no muy lejos de Bodega Bay, donde Alfred Hitchcock rodó su conocida película Los pájaros. Es en Mendocino donde se ubica el albergue Blair House Inn, una bella villa de estilo victoriano que en la serie figura ser la vivienda de Jessica Fletcher.

## Ambientación social
Cabot Cove es, políticamente, una localidad muy estable, con una comunidad muy cohesionada. Entre sus habitantes más conocidos, destacan el alcalde Sam Booth, el sheriff (primero, Amos Tupper, y luego, Mort Metzger), el médico e íntimo amigo de Jessica, Seth Hazlitt, y por supuesto la propia Jessica Fletcher, la vecina más conocida internacionalmente.

## Curiosidades
Según el contrato con la productora, al menos cinco episodios de cada temporada debían figurar en Cabot Cove. Debido a ese motivo, la tasa de homicidios sería especialmente alta para una localidad tan pequeña, hasta el punto de que el periódico New York Times ha calculado que cerca del 2 % de la población de Cabot Cove habría sido asesinado en el curso de la serie. Esta alta tasa de criminalidad, comparable a la de una ciudad con una población veinte veces mayor, ha sido comentada y parodiada en numerosas ocasiones, tanto dentro como fuera de la serie. Así, por ejemplo, en el episodio 21 de la quinta temporada (titulado Mirror Mirror On the Wall, Parte 1), el sheriff de Cabot Cove, Mort Metzger, comenta que es su quinto asesinato en un año.